# مارك سولير
مارك سولير (بالإسبانية: Marc Soler)‏ (و. 1993  م) هو راكب دراجة هوائية، من إسبانيا، ولد في فيلانوفا إ لا غيلترو.

## سباقات أو مراحل فاز بها
| التاريخ        | السباق                                           | المركز                                                                   |
| -------------- | ------------------------------------------------ | ------------------------------------------------------------------------ |
| 22 فبراير 2015 | طواف الغارف 2015                                 | الثاني في تصنيف أفضل شاب                                                 |
| 12 أبريل 2015  | كلاسيكا بريمافيرا 2015                           | السادس في التصنيف العام                                                  |
| 29 أغسطس 2015  | تور دي أفينير 2015                               | الفائز في التصنيف العام                                                  |
| 19 يونيو 2016  | روتي دو سود 2016                                 | الثاني في التصنيف العام                                                  |
| 23 يونيو 2016  | بطولة اسبانيا للدراجات سباق ضد عقارب الساعة 2016 | التاسع في التصنيف العام                                                  |
| 12 مارس 2017   | باريس-نيس 2017                                   | الرابع في تصنيف أفضل شاب                                                 |
| 26 مارس 2017   | فولتا كاتالونيا 2017                             | الأول في تصنيف أفضل شاب، الثالث في التصنيف العام، الثالث في تصنيف الجبال |
| 01 أبريل 2017  | جائزة ميغيل إندوراين 2017                        | الخامس في التصنيف العام                                                  |
| 18 يونيو 2017  | طواف سويسرا 2017                                 | الثامن في التصنيف العام                                                  |
| 23 يونيو 2017  | Spanish National Time Trial Championships 2017   | الرابع في التصنيف العام                                                  |
| 01 يناير 2018  | طواف أندلوسيا 2018                               | الثالث في التصنيف العام، السادس في تصنيف النقاط                          |
| 11 مارس 2018   | باريس-نيس 2018                                   | الفائز في التصنيف العام                                                  |
| 01 فبراير 2020 | تروفيو بولينسا-أندراتكس 2020                     | الفائز في التصنيف العام                                                  |
| 08 نوفمبر 2020 | Spanish Road Cycling Cup 2020                    |                                                                          |

## روابط خارجية
- مارك سولير على موقع الاتحاد الدولي للدراجات (الإنجليزية)
- مارك سولير على موقع أرشيف الدراجات (الإنجليزية)
- مارك سولير على موقع إحصائيات الدراجات الإحترافية (الإنجليزية)
- مارك سولير على موقع نسبة الدراجات (الإنجليزية)
- مارك سولير على موقع CycleBase (الإنجليزية)